# Indian National Airways
Indian National Airways war eine indische Fluggesellschaft, die 1933 gegründet wurde. Im Jahr 1953 wurde sie zusammen mit sechs weiteren indischen Fluggesellschaften zur Indian Airlines verschmolzen.

## Geschichte
Im Mai 1933 gründete Govan Bros Ltd. eine Fluggesellschaft mit einem Kapital von 3 Millionen Rupien.
Die Fluggesellschaft verband vor allem kleinere Städte mit Neu-Delhi, welches als Drehkreuz der damals in Indien dominierenden Imperial Airways diente. Neben Passagieren transportierte die Gesellschaft vor allem Post.

## Flotte

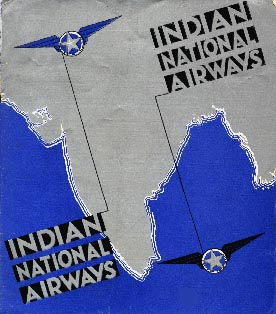
Flugplan der Indian National Airways von 1933

Aufgrund ihres Einsatzprofils betrieb die Indian National Airways neben Douglas DC-2, DC-3 und Vickers Viking IB auch kleinere Luftfahrzeuge, die sonst eher der allgemeinen Luftfahrt zuzurechnen waren. Als Beispiel hierfür mag eine Flotte von drei Beech Staggerwing Modell E dienen. Dieser einmotorige Doppeldecker mit geschlossener Kabine verfügte über einen 285-PS-Sternmotor mit starrer Luftschraube und konnte auch von nicht befestigten Pisten aus operieren.

## Zwischenfälle
- Am 27. März 1948 wurde eine Vickers Viking 1B der Indian National Airways (Luftfahrzeugkennzeichen VT-CEL) auf dem Weg von Rom nach London bei schlechter Sicht in einer Höhe von etwa 2400 m gegen die Ostseite des Monte Cardo in Frankreich geflogen. Es handelte sich um einen Controlled flight into terrain. Alle 15 Passagiere und die 4 Besatzungsmitglieder kamen dabei ums Leben.[4]

- Am 8. Oktober 1948 platzte beim Start einer Vickers Viking 1B der Indian National Airways (VT-CEJ) vom Flughafen Delhi-Palam nach Kalkutta der linke Reifen. Die Maschine brach aus und verließ die Startbahn, woraufhin das Fahrwerk zusammenbrach. Es kam zum Totalschaden. Alle 19 Passagiere und die 4 Besatzungsmitglieder überlebten.[5]

- Am 17. Juli 1950 stürzte eine Douglas DC-3/C-47A-90-DL der Indian National Airways (VT-ATS) auf dem Weg von Delhi nach Srinagar etwa 10 km südöstlich von Pathankot (Indien) ab, nachdem die linke Tragfläche während heftiger Turbulenzen gebrochen war. Alle 22 Insassen, 18 Passagiere und 4 Besatzungsmitglieder, wurden bei dem Absturz getötet.[6]

- Am 8. Februar 1952 stürzte eine Douglas DC-3 der Indian National Airways (VT-COK) nach dem Start vom Flughafen Bagdogra während des Steigflugs ab, nachdem es zu einem Strömungsabriss gekommen war. Alle drei Besatzungsmitglieder des Frachtflugs überlebten.[7]